# Église Saint-Martin-et-Saint-Blaise de Louveciennes
L'église Saint-Martin-et-Saint-Blaise est une église catholique située à Louveciennes, en France.

## Localisation
L'église est située dans le département français des Yvelines, dans la commune de Louveciennes (78430).

## Historique
Seul le chevet témoigne de l'origine de l'église, située entre le XIIe et le XIIIe siècles. Plus tard, elle  est transformée en 1818 par François Collet-Duclos, ainsi qu'à la fin du même siècle. Elle est composée d’une nef à trois collatéraux et surmontée d’un clocher en ardoise. 
L'édifice est classé au titre des monuments historiques en 1889.

## Description

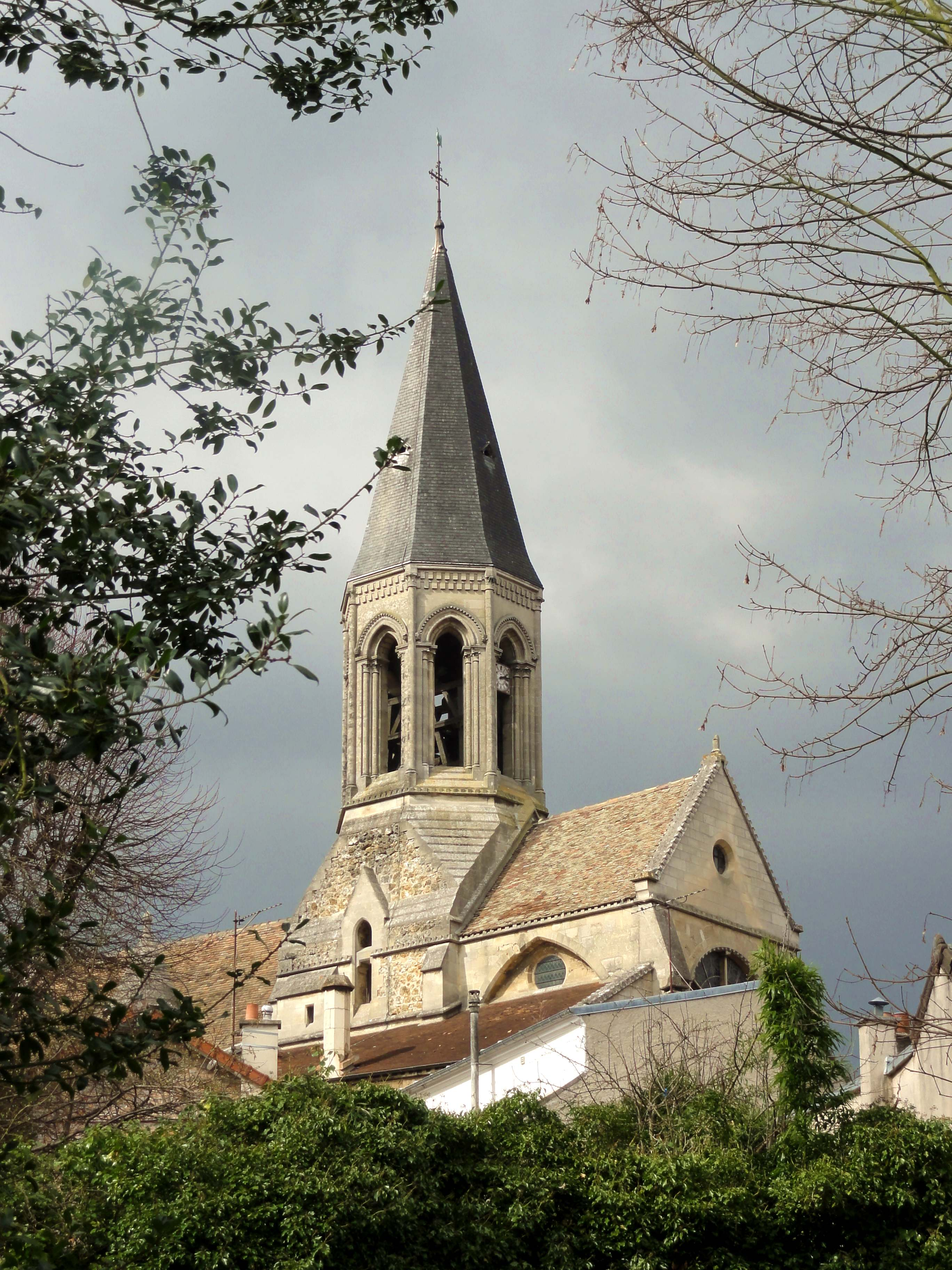
Le clocher vu depuis le parc des Trois Grilles.
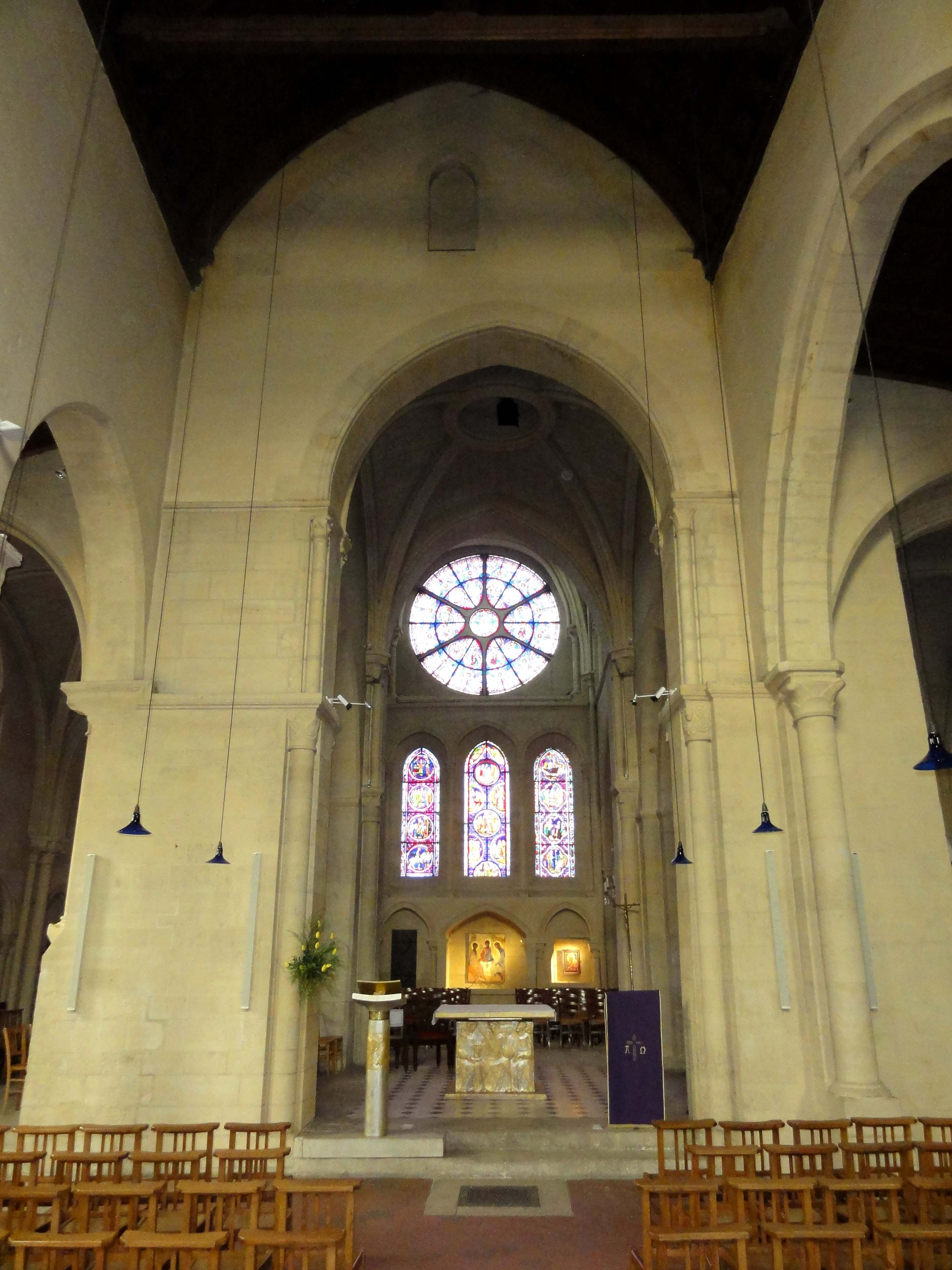
Le chœur de l'église.